# Yale School of Art
La Yale School of Art est l'école d'art de l'Université Yale. Fondée en 1869 en tant que première école de beaux-arts professionnelle aux États-Unis, elle attribue des diplômes de maîtrise en beaux-arts aux étudiants qui terminent un cours de deux ans en graphisme, peinture/estampe, photographie ou sculpture. 

Les classements 2012 et 2013 de US News & World Report ont classé Yale en première position aux États-Unis pour ses programmes de maîtrise en beaux-arts. En février 2007, le Yale Daily News signalait que 1 215 candidats à sa promotion de 2009 ont tenté d'obtenir une des 55 places disponibles. Le magazine Yale Alumni a rapporté en novembre 2008 que l'école avait admis soixante-cinq candidats sur un total 1 142 candidats pour sa promotion de 2010 et que cinquante-six d'entre eux y étaient inscrits. 

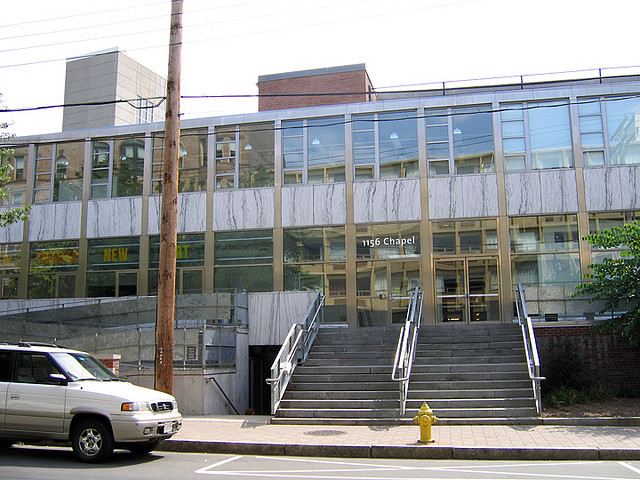
Green Hall, bâtiment principal de l'école depuis 1994

Tout étudiant qui postule à l'école doit avoir un dossier de premier cycle exceptionnel ainsi qu'un corpus complet de travaux de présentation. Ceci est suivi d'un essai et de recommandations. Le processus complet pour un candidat exige une grande préparation et doit être effectué conformément aux directives strictes établies par l'école. 

## Anciens étudiants notables
Parmi les artistes notables diplômés de Yale figurent les peintres Jennifer Bartlett, Chuck Close, John Currin, Rackstraw Downes, Janet Fish, Judith Bernstein, Gary Lang, Robert Mangold, Brice Marden, Mickalene Thomas, Kehinde Wiley et Lewis Edwin York, les photographes David Levinthal, Gail Albert Halaban, Dawoud Bey, Gregory Crewdson, Philip-Lorca diCorcia et Constance Thalken, la graveuse Imna Arroyo, les sculpteurs Eva Hesse, Nancy Graves, Wangechi Mutu, Charlotte Park, Martin Puryear, Frédéric Remington, Priscilla Roberts, Fred Sandback et Richard Serra, le dessinateur Garry Trudeau et les artistes multimédias Matthew Barney et Alex Da Corte, Marvin Israël. 